# Ligfiets

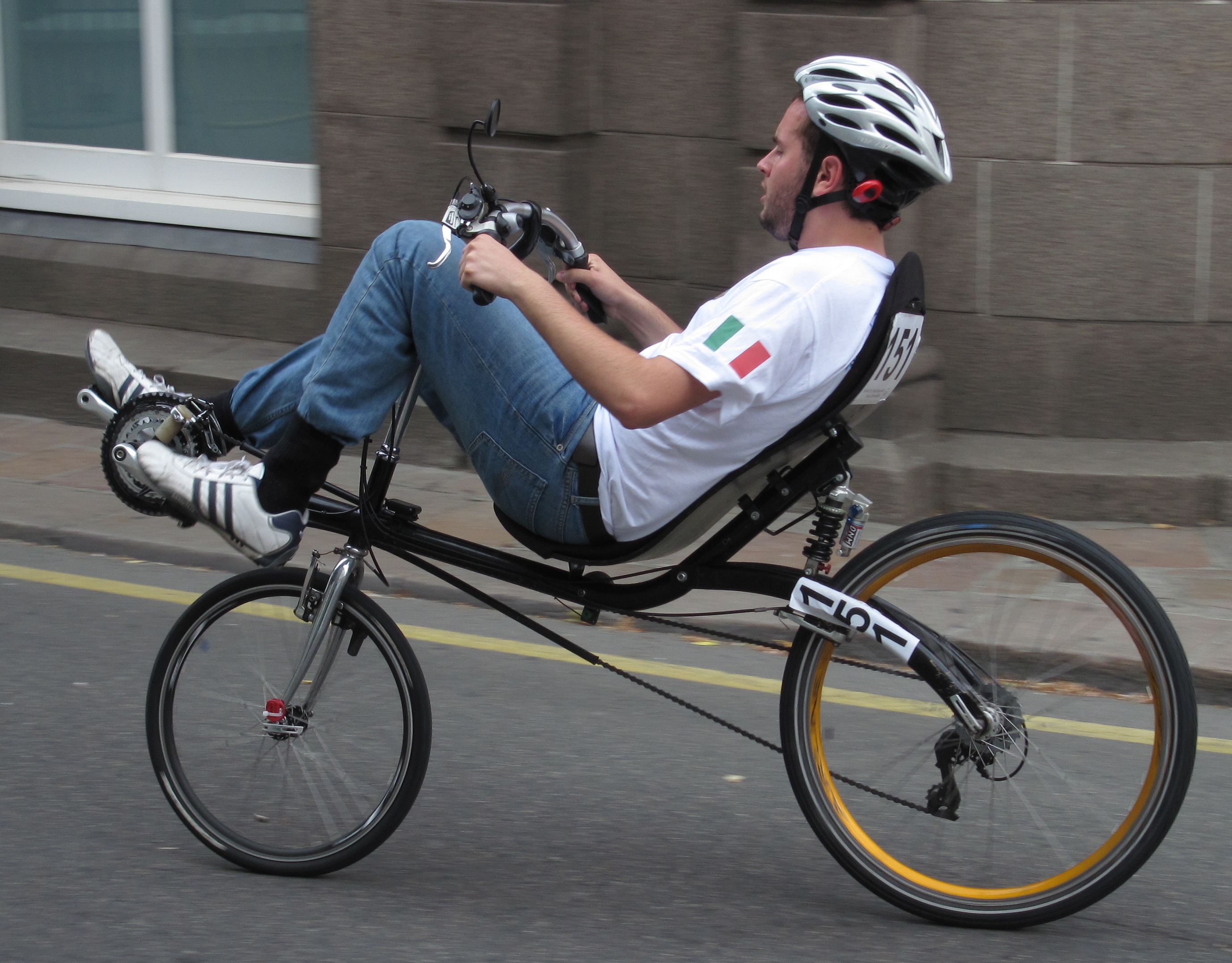
Ligfiets met berijder

Een ligfiets is een fiets waarop de fietser een andere lichaamshouding en gewichtsverdeling heeft ten opzichte van een gangbare fiets. Het gewicht van de ligfietser wordt daarin grotendeels gedragen door het stoeltje waarin die zit of ligt. Een klein deel van zijn lichaamsgewicht rust op de pedalen die zich voor diens romp bevinden. Bij een gangbare fiets heeft de fietser vaak aanzienlijke delen van zijn gewicht verspreid over het zadel, de pedalen en het stuur. Door de bouw van de ligfiets met de positie van de ligfietser worden bij dezelfde inspanning over het algemeen hogere snelheden bereikt. De ligfiets geeft daarbij aan de fietser onder meer een comfortabelere houding ten opzichte van een gangbare fiets.
De eerste modellen ligfietsen werden ontworpen eind 19de eeuw. Dit werd mogelijk door de uitvinding van de fietsketting. Het duurde echter nog tot het begin jaren 80 van de 20e eeuw voordat er een serieuze markt ontstond. Hoewel er met name in Nederland en de Verenigde Staten een groeiende groep enthousiaste gebruikers is, blijft de ligfiets een zeldzame verschijning op de weg.

## Constructie

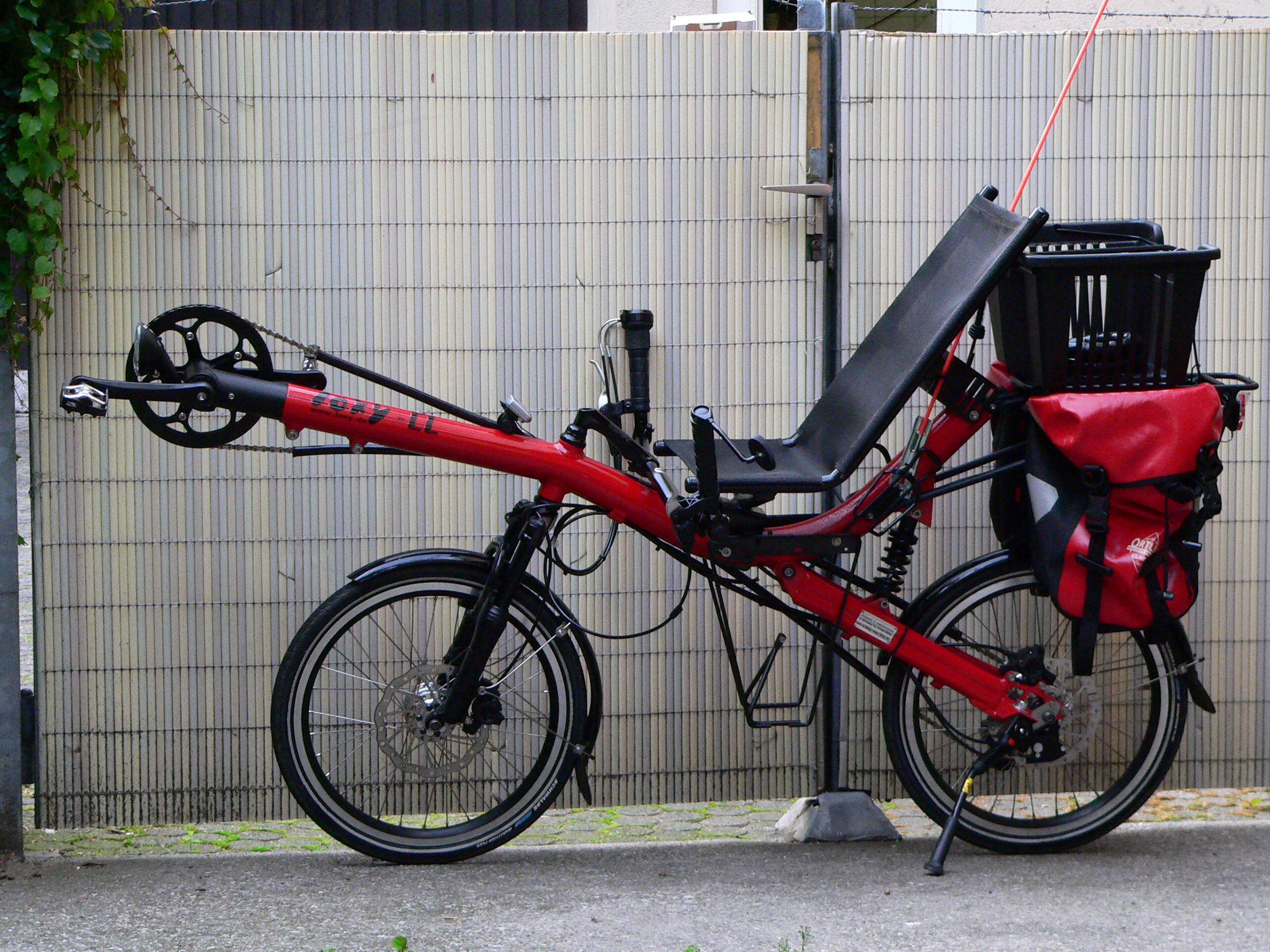
Ligfiets met korte wielbasis en onderstuur

Er is een enorme verscheidenheid in types en concepten bij ligfietsen. Bij de bouw gebruiken ligfietsfabrikanten de gebruikelijke materialen, zoals hoogwaardig aluminium, Cr-Mo-staal, koolstofvezel en titaan. De onderdelen zijn grotendeels dezelfde als bij gangbare fietsen; veelal wordt een combinatie van mountainbike- en racefietscomponenten toegepast.
De meeste ligfietsen hebben twee wielen, die een verschillende diameter kunnen hebben. Trikes, fietsen met drie wielen, worden ook gebouwd. Een trike voorzien van aerodynamische carrosserie wordt een velomobiel genoemd. Open trikes zijn met name in de Angelsaksische landen populair, de grootste markt voor velomobielen is Nederland.
Een ligfiets heeft als zitting geen zadel, maar stoel of zitje dat meestal ook (een deel van) de rug ondersteunt. Dit zitje kan een harde zitschaal of kuip zijn, of bestaan uit gaas dat over een buizenframe is gespannen. De pedalen bevinden zich voor deze zitting. Het stuur kan onder de zitting geplaatst zijn (onderstuur), of erboven (bovenstuur). Een ligfiets kan aandrijving hebben op het voorwiel of het achterwiel. Daarnaast is er grote variatie in wielbasis.

### Aandrijving
Er zijn twee mogelijkheden voor de aandrijving:
- Achterwielaandrijving. De ketting loopt vanaf het crankstel onder het zitje door naar het achterwiel. De ketting is hierdoor zeer lang: 2,5 tot 3 gewone kettingen worden met elkaar verbonden. Het voorwiel is bestuurbaar. Overigens heeft een lange ketting, in tegenstelling tot wat nog weleens wordt gedacht, geen invloed op het rendement van de aandrijving. Wel is het van belang dat het getrokken deel van de ketting (het bovenste) zo recht mogelijk loopt. Dit is niet altijd mogelijk, dan worden kettinggeleiderollen gebruikt.
- Voorwielaandrijving. Hiervoor zijn verschillende oplossingen bedacht.
  1. Veelvoorkomend is de torderende ketting. Bij het balhoofd bevinden zich een of meerdere rollen, die de ketting langs de voorvork naar beneden geleiden. Bij het sturen tordeert de ketting iets, maar dit levert meestal geen problemen op, omdat bij normale snelheden de stuuruitslag zeer gering is.
  2. Een andere mogelijkheid is het kantelknikmechanisme. Voorwiel en crankstel zitten op één en hetzelfde subframe. Ongeveer in het midden van de fiets zit een speciaal scharnier. De fiets wordt bestuurd door met de benen het voorste subframe iets opzij te bewegen. Dit type fiets vergt de meeste oefening, behalve bij driewielers. De bekendste fietsen gebaseerd op dit principe zijn de eerste modellen van Flevobike.

Het grote voordeel van voorwielaandrijving is de korte ketting, voordelen van achterwielaandrijving zijn een efficiëntere kettingloop en het feit dat de trapkrachten de besturing niet beïnvloeden. Het overgrote deel van de ligfietsen heeft achterwielaandrijving.

### Wielmaat

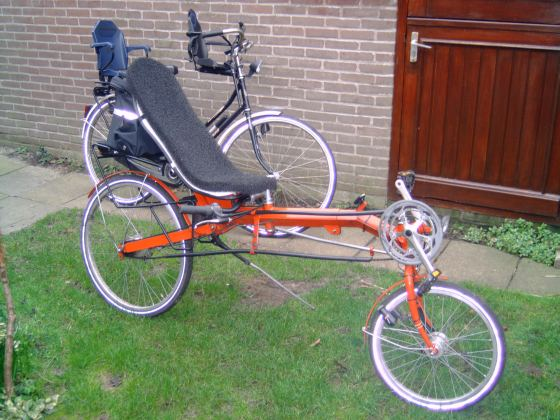
Sinner Record met wiel van 406 mm (20") voor, 559 mm (26") achter en een lange wielbasis

Ligfietsen kennen veel verschillen in wielmaten. Veel ligfietsen hebben een klein voorwiel en een groter achterwiel. Een combinatie die veel voorkomt is een voorwiel van 406 mm (20") en een achterwiel van 559 of 622 mm (26" of 28"). Fietsen met twee gelijke wielen worden aangeduid met bijvoorbeeld 406-406 of 559-559, maar ook 540-540 en zelfs 622-622 wordt gebouwd. Fietsen met een voorwiel van 406 mm (20") of 540 mm (24") zijn geschikter voor mensen tot circa 1,80 m lang. Ter vergelijking: 406 mm is een groot vouwfietswiel, 559 mm een mountainbikewiel, 622 mm een toer- of racefietswiel.

### Wielbasis
Er zijn grote verschillen in de afstand tussen voor- en achterwiel. Een fiets met het crankstel vóór het voorwiel noemt men een ligfiets met korte wielbasis, bevindt het crankstel zich boven of achter het voorwiel spreekt men van een lange wielbasis. Echter, ook hier binnen zijn grote verschillen: de wielbasis bij een "korte" fiets kan variëren van minder dan een meter tot meer dan 1,40 m. Bij een zeer korte wielbasis is de fiets erg wendbaar, wat in de stad voordelen heeft. Maar voor lange afstanden is het stuurgedrag nerveus. Bij een wat langere wielbasis is de fiets wat minder wendbaar, maar stuurt hij rustiger.

### Lichaamshouding en luchtweerstand
De hoek die de rug heeft ten opzichte van de horizontaal noemt men de zithoek. Hierin zitten aanzienlijke verschillen: van meer dan 50 graden (erg rechtop) tot minder dan 20 graden (zeer liggend). Belangrijk is ook de hoogte van de trapas ten opzichte van het stoeltje: deze maat bepaalt hoe horizontaal de fietser zijn of haar benen houdt. Dit varieert van ruim 30 cm tot zelfs negatieve waarden, waarbij de trapas dus lager dan het zitje is geplaatst.
Hoe kleiner het frontaal oppervlak, hoe lager de luchtweerstand. Hierdoor geldt in z'n algemeenheid dat een kleine zithoek en een hoog crankstel de laagste luchtweerstand oplevert.
Er is een duidelijk onderscheid tussen de Europese en de Amerikaanse "school" van ligfietsbouwers. Amerikaanse ligfietsbouwers neigen naar een langere wielbasis, een grotere zithoek en stoeltjes van gaas. Europese fabrikanten bouwen vrijwel zonder uitzondering fietsen met korte wielbasis, een kleinere zithoek en een harde zitschaal.

## Keuzeoverwegingen

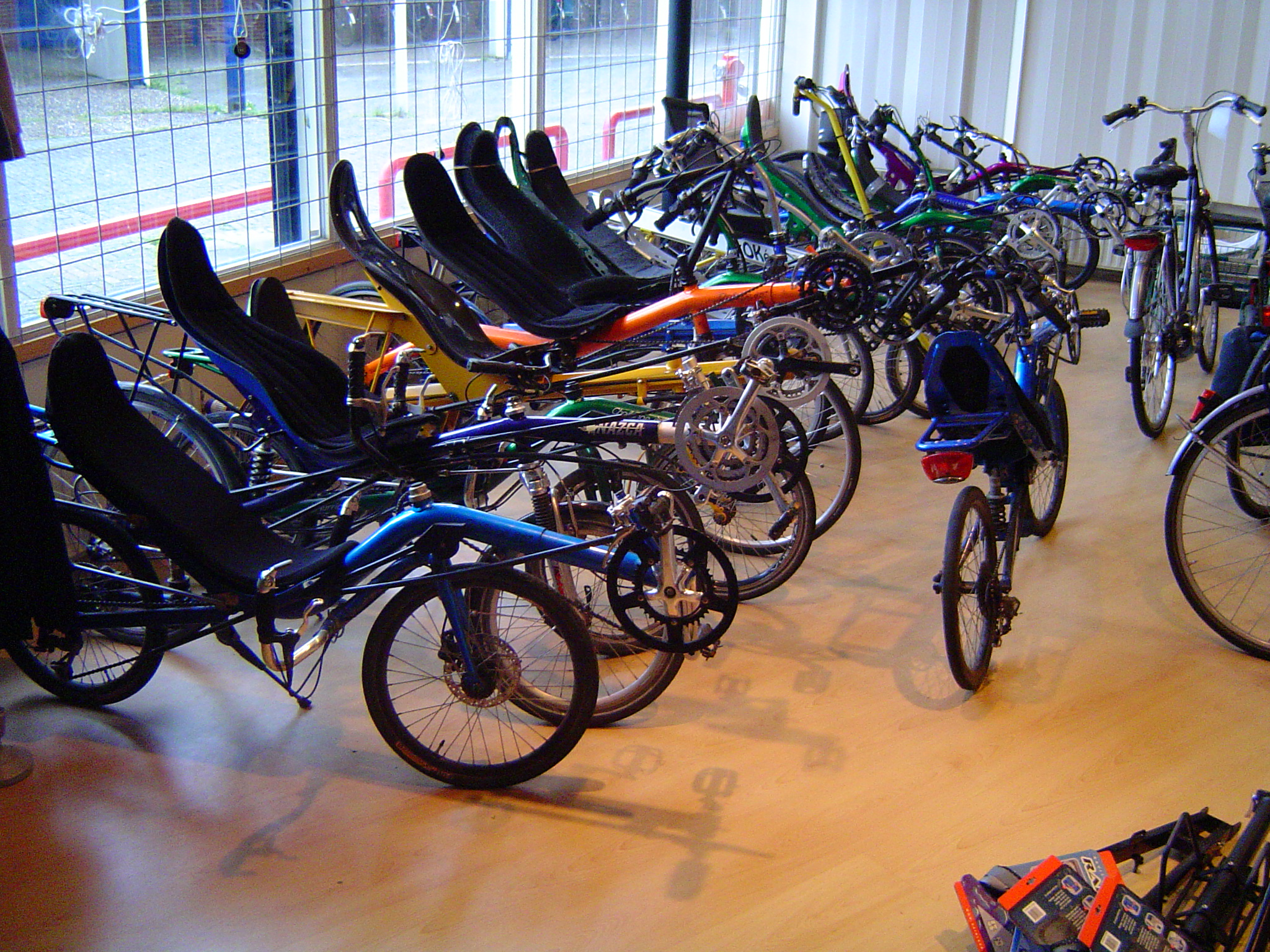
Ligfietshandel in Nederland

- De ligfiets heeft als grote voordelen over de conventionele fiets een comfortabele zit en een kleiner frontaal oppervlak. Hierdoor heeft men op een ligfiets een lagere luchtweerstand die een hogere rijsnelheid toestaat bij dezelfde inspanning.[2]
- Op een ligfiets wordt de onderrug, of in sommige gevallen de rug tot onder de schouders, ondersteund. Dit betekent ontspannen fietsen zonder zadelpijn, pijnlijke schouders, polsen of nek. Wel kan de bilspier soms pijnlijk zijn doordat hij moet werken terwijl hij een deel van het eigen gewicht moet dragen.
- Veiligheid: Een ligfiets kan vrijwel niet over de kop slaan. Bij een frontale botsing wordt de klap opgevangen met de voeten in plaats van het hoofd. Bij een valpartij valt men van geringere hoogte en meestal op de weinig kwetsbare heup of bil.
- Bij een ligfiets is er geen druk op de handpalmen, daarom minder kans op en last van slapende vingers. Sowieso is liggen beter voor de bloedsomloop.
- Door de liggende houding is er minder tot geen druk op de prostaat.
- Meer kracht geven kan door zich af te zetten tegen de zitting. Zo is het in een beklimming niet nodig recht op de trappers te gaan staan zoals bij een conventionele fiets. Dit wordt echter over het algemeen gezien als een slechte klimtechniek die tot ernstige knieklachten kan leiden. De klimsnelheid wordt er in ieder geval niet structureel hoger van.
- Leren rijden op een ligfiets is tamelijk eenvoudig voor wie al kan fietsen op een gewone fiets. Over het algemeen heeft men binnen vijf minuten de slag te pakken en voelt men zich na enkele uren al redelijk zeker.
- De andere zithouding vraagt echter ook om een andere manier van bewegen, een andere manier van trainen ook. Daarom is een getraind fietser na een overstap op de ligfiets de eerste 1 à 2 maanden nauwelijks sneller.
- Bij veel ligfietsen vereist het aanpassen aan de beenlengte ook een aanpassing aan de lengte van de ketting.

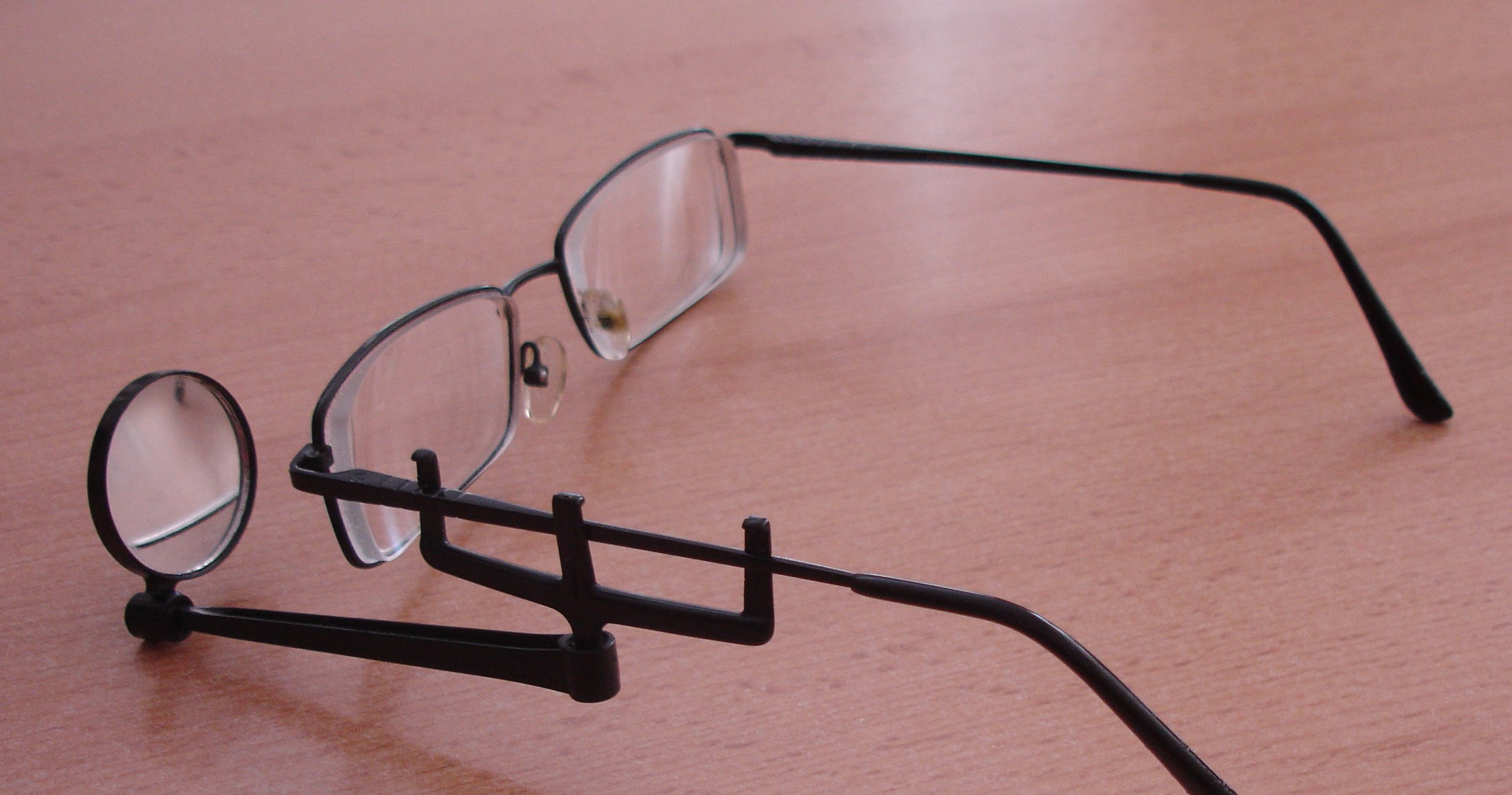
Een spiegel aan de fiets is kwetsbaar. Een spiegel aan de bril of helm is veel kleiner en zou ook kunnen voldoen.

- Ligfietsen worden vrijwel uitsluitend, vooral in Nederland, in kleine werkplaatsen gemaakt. Een goedkope ligfiets kost nieuw rond de 1000 euro.[bron?]
- Veel fietsenmakers zijn niet zomaar bereid een ligfiets te onderhouden. Ook al gaat het in wezen om dezelfde techniek, er heerst dikwijls enige koudwatervrees.[bron?]
- Een ligfiets is bij lage snelheden over het algemeen iets minder wendbaar dan een racefiets. Dit probleem is vooral het geval bij fietsen met een onderstuur of een zeer lage zithoogte.
- Zomaar over je schouder kijken is op een ligfiets lastig. Daarom gebruiken ligfietsers vaak een achteruitkijkspiegeltje.
- Doordat een ligfiets meestal lager is dan een conventionele fiets, hebben veel mensen het gevoel dat automobilisten ligfietsers vaker over het hoofd zien dan gewone fietsers. Een vlaggetje wordt door sommigen aanbevolen, maar door ligfietsers wordt sterk getwijfeld aan het werkelijke nut ervan.

## Types ligfietsen

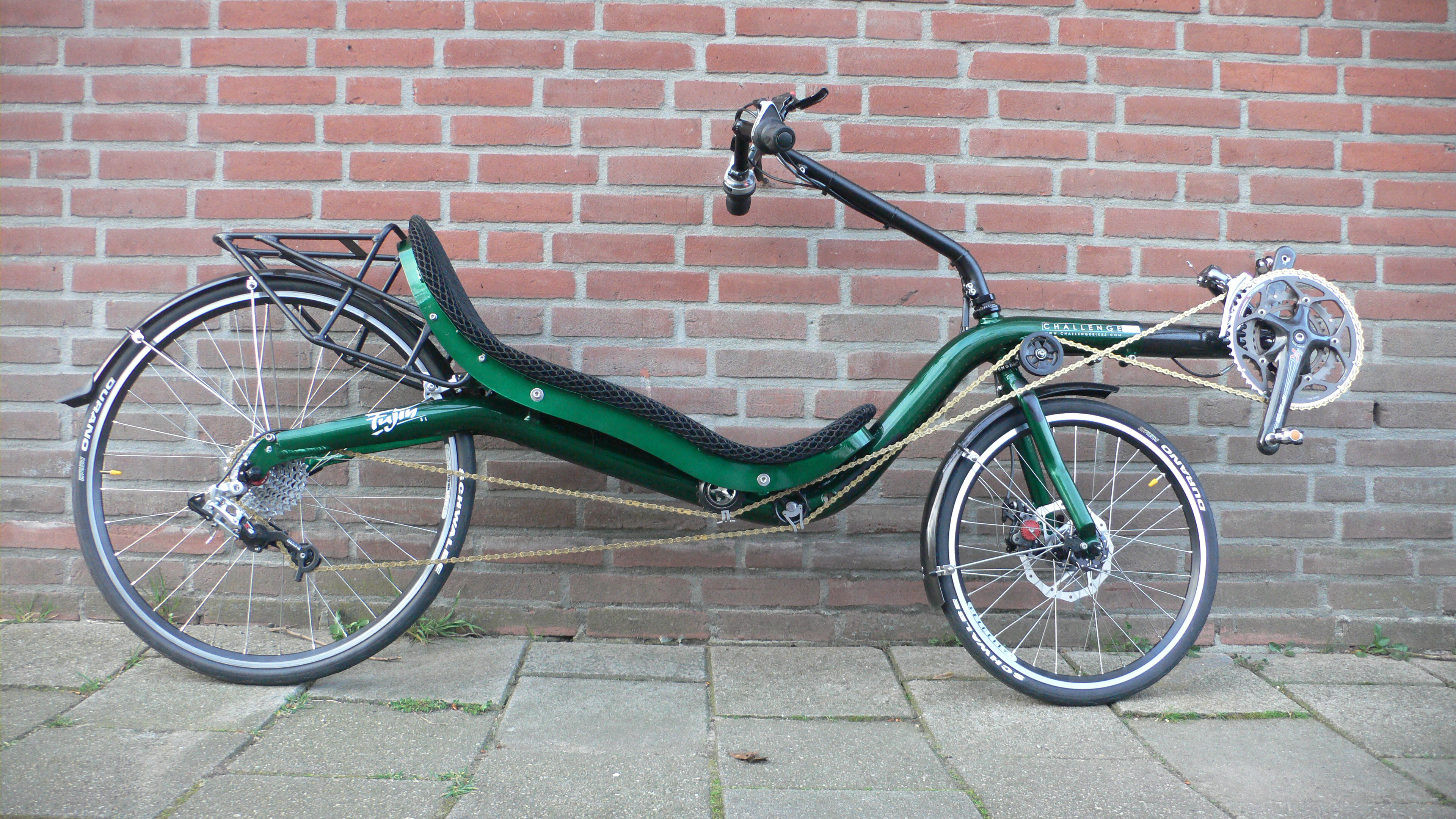
Challenge Fujin SL, een semi-lowracer uitgevoerd als lichtgewicht vakantiefiets

Net als bij gewone fietsen worden ligfietsen vaak ontworpen voor een bepaald doel. Zoals er vakantiefietsen, racefietsen en stadsfietsen zijn, zo zijn er vakantieligfietsen, raceligfietsen en forensenligfietsen. Het is vrij gebruikelijk dat een fabrikant een zeker type ligfiets aanbiedt in zowel een basisvariant voor forensen, als een vakantie- en een racevariant.

### Klassieke ligfiets
Op een klassieke ligfiets zit men meestal op een hoogte van 50 à 60 cm, met de rug onder een hoek van 30 à 40 graden ten opzichte van de horizon. Het voorwiel is meestal wat kleiner dan het achterwiel: typisch 406 mm (20") en 559 mm (26"). Deze fietsen zijn vaak robuust gebouwd, voorzien van spatborden en bagagedrager. Ze worden gebruikt als comfortabele toer- en forensenfiets.

### Lage racer

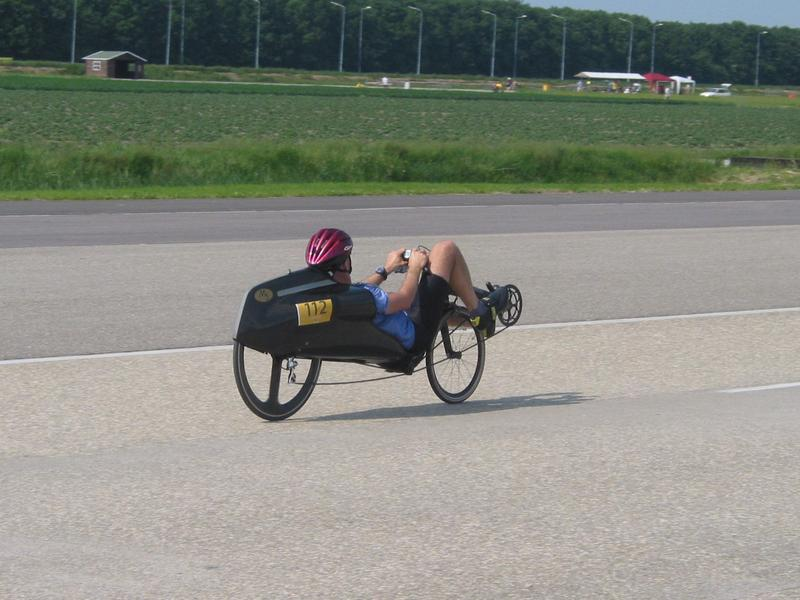
Een Lowracer

De lowracer en semi-lowracer zijn populair onder snelheidsfreaks. De fietser zit dichter bij de grond dan bij andere types, 30 tot 20 cm voor een lowracer, 30 tot 45 cm voor een semi-lowracer. Ook is het stoeltje veel meer liggend: de zithoek is meestal tussen de 18 en 23 graden. De trapas zit relatief hoog, zodat de benen zich voor de borst van de fietser bevinden. Het lichaam van de fietser zit grotendeels tussen de wielen. Hierdoor is de luchtweerstand bijzonder laag. Dit type ligfiets biedt, samen met bepaalde velomobielen, het grootste snelheidsvoordeel boven een gewone racefiets.
Lage racers worden meestal afgemonteerd als een racefiets, vaak zonder spatborden of bagagedrager. De wielmaten zijn meestal 406 mm (20") voor het voorwiel, en 559 mm (26") of 622 mm (28") voor het achterwiel. Bij sommige types is ook het achterwiel 406 mm. Vanwege de hoge snelheden en het kleine voorwiel zijn veel lage racers voorzien van schijfremmen. Lage racers hebben vrijwel zonder uitzondering een bovenstuur.

### Hoge racer
Op een hoge racer of highracer heeft de berijder dezelfde lichaamshouding als op een lage racer: de rug ligt ver achterover, de benen zitten voor de borst. Verschil is alleen dat beide wielen even groot zijn: 559-559 of zelfs 622-622. De fietser zit op een hoogte van 50 à 65 cm. De hoge racer heeft hierdoor een lagere rolweerstand maar een hogere luchtweerstand, vooral met tegenwind aangezien het laag bij de grond veel minder hard waait.

### Velomobiel
Een andere ontwikkeling vormt de zogenaamde velomobiel, een soort omhulde fiets. De Alleweder, ontworpen door de Belg Bart Verhees, was de eerste in de lage landen. Later werden er verbeterde versies en varianten van de Alleweder uitgebracht, zoals de Quest, de Mango, de Versatile en de Belgische WAW. Ook in Denemarken, Duitsland, België, Oostenrijk en de Verenigde Staten worden velomobielen gebouwd. Het Human Power Team Delft & Amsterdam ontwikkelt hoogtechnologische velomobielen met het oog op wereldsnelheidsrecords voor mensaangedreven voertuigen.

### Trike

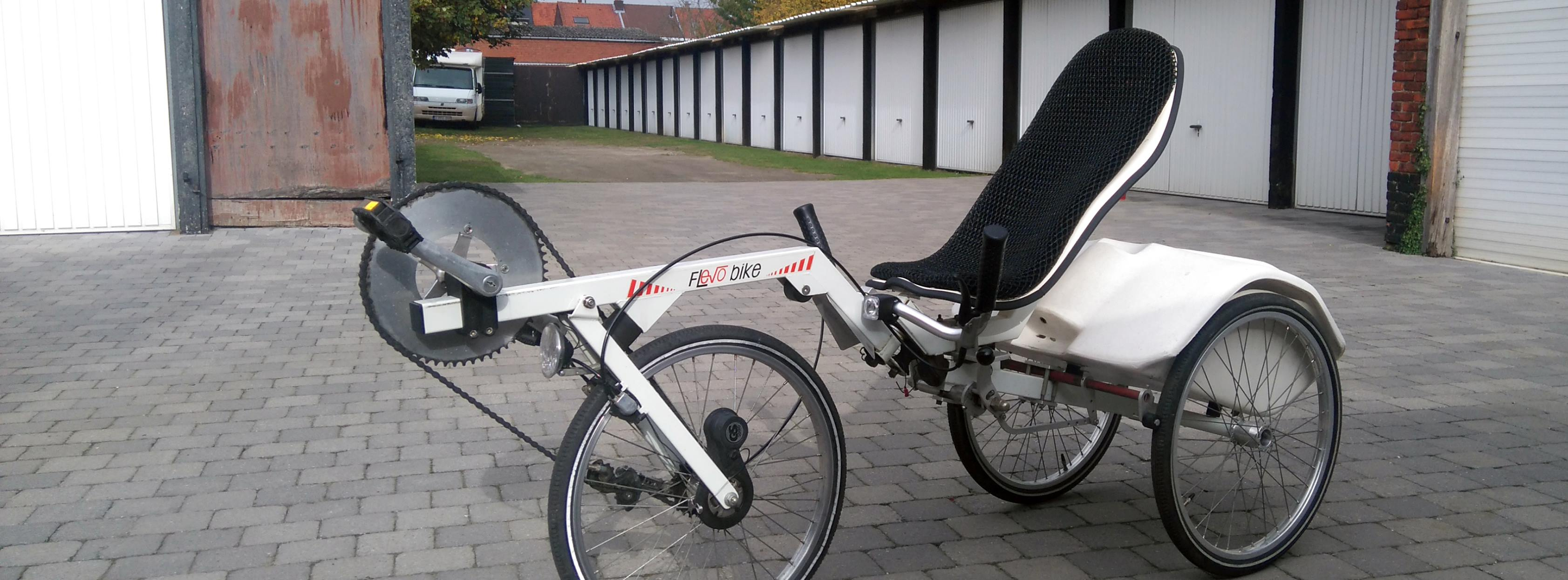
Flevotrike

Trikes (ook wel driewielers genoemd) hebben veel voordelen. Ze zijn vanwege het extra wiel uiteraard stabieler: vallen wordt wel heel moeilijk. Verder biedt een trike de mogelijkheid om er heel langzaam mee te rijden zonder de voeten van de trappers te halen (vooral handig bij bergop of als je met jonge kinderen fietst), en je kunt er meestal heel wat bagage op kwijt. Nadelen van de trike zijn de vaak hogere aanschafprijs en ze zijn breder, wat een probleem kan zijn bij het stallen, het rijden op smalle weggetjes en tussen paaltjes door die dicht bij elkaar staan. 60 cm is een praktische breedte, en een platte achterkant helpt bij het nemen van obstakels als nauwe, bochtige toegangshekjes.

### Exoten

#### Roeifiets
Een bijzondere ligfiets, en ook succesvol, is de roeifiets. Deze heeft geen trappers die rond worden bewogen, maar wordt aangedreven door een roeiende beweging van de fietser. Sommige roeifietsen hebben geen ketting, maar een snek met een rvs-kabel. Er zijn ook roeifietsen met een Continu Variabele Transmissie op de markt.

#### Buikfiets

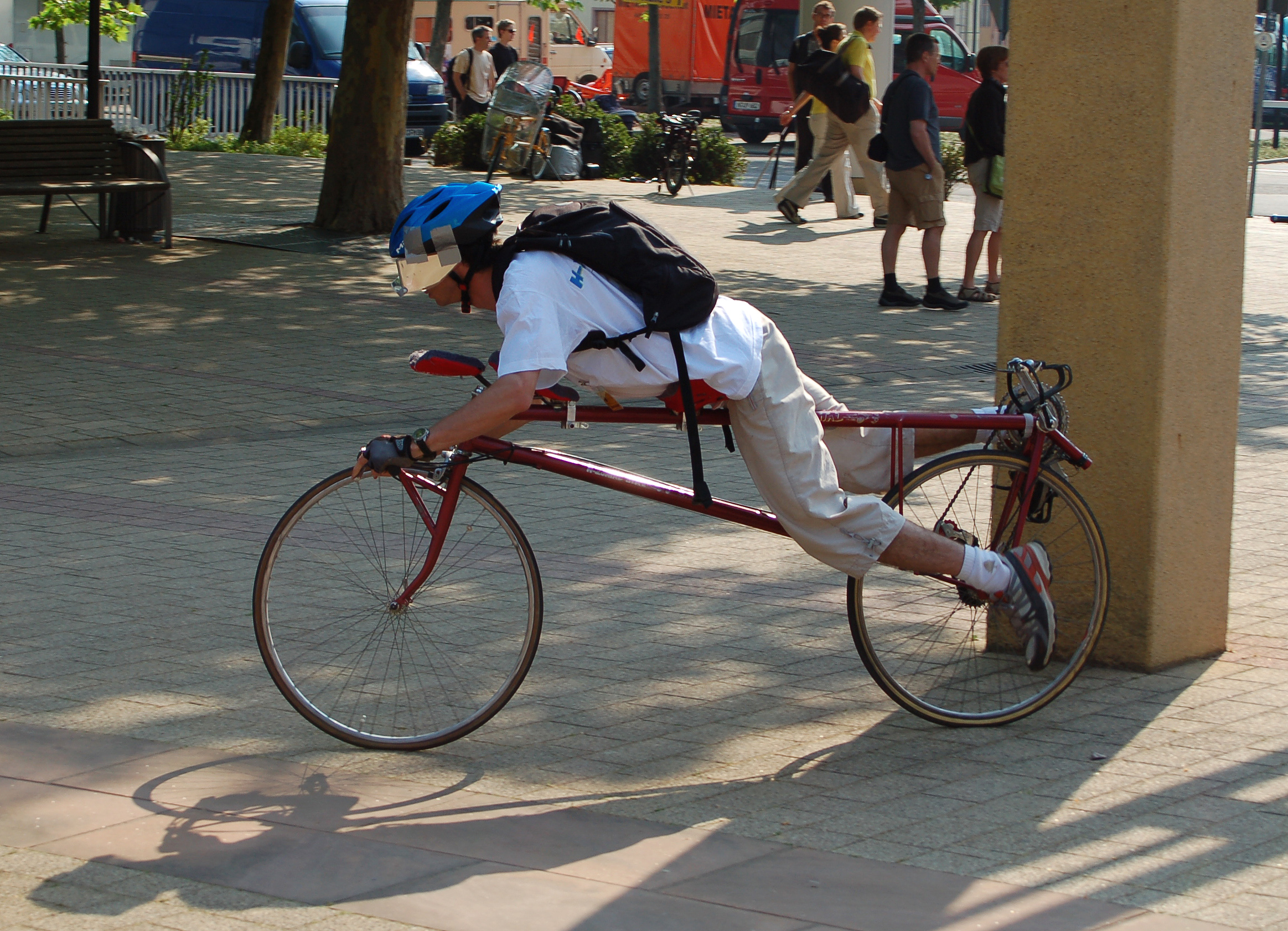
Buikfiets

Een bijzondere uitvoering van de ligfiets is de buikfiets. Deze is in de praktijk niet erg geschikt gebleken en wordt dan ook door geen van de bekende ligfietsmerken geproduceerd.

#### Ligfiets voor gehandicapten
Ligfietsen kunnen vaak met eenvoudige aanpassingen geschikt gemaakt worden voor mensen met een lichamelijke handicap. Zo kan een ligfiets met voorwielaandrijving en kantelknik-besturing door toepassing van een terugtraprem geschikt zijn voor een fietser zonder armen. Er bestaan ook ligfietsen die met de armen worden aangedreven en racefietssnelheden kunnen bereiken. Dit soort fietsen wordt handbikes genoemd.

## Wedstrijden en records
Ligfietswedstrijden vallen niet onder het reglement van de UCI, maar onder dat van de World Human Powered Vehicle Association, de internationale organisatie die het gebruik en de ontwikkeling van ligfietsen en andere mensaangedreven voertuigen stimuleert. Waar de UCI strenge regels hanteert om te zorgen dat elke renner op ongeveer dezelfde, klassieke racefiets rijdt, is het reglement van de WHPVA zo vrij mogelijk. Het is opgesteld met als doel innovaties in fietstechniek en technologie te bevorderen. De gedachte is dat wie mens en machine het beste op elkaar af weet te stemmen, zal winnen.
In hoofdzaak bepalen de technische regels niet meer dan dat alle energie voor aandrijving en besturing door de renner moet worden geleverd, en verbieden ze het van tevoren opslaan van energie. Verder zijn er enkele regels voor de veiligheid van het voertuig.
In de praktijk blijkt dat geheel of gedeeltelijk gestroomlijnde ligfietsen de beste resultaten geven. De wedstrijden vinden plaats op wegcircuits, wielerbanen, kartbanen en testbanen voor auto's. Er zijn over het algemeen geen aparte wedstrijden voor mannen en vrouwen, wel aparte klassementen. Bij grotere wedstrijden zijn er vaak aparte klassementen voor gestroomlijnde en ongestroomlijnde fietsen.

### Wedstrijden in Nederland
De belangrijkste wedstrijden in Nederland vinden plaats tijdens Cycle Vision, het jaarlijkse ligfietsfestival. De belangrijkste wedstrijd hierbij is de uursrace, waaraan ook handbikes en roeifietsen meedoen. Daarnaast zijn er criteria, een drie-uursrace en sprintwedstrijden. Door het jaar heen organiseert de NVHPV, de Nederlandse poot van de WHPVA, een zomer- en wintercompetitie.

### Wereldrecords

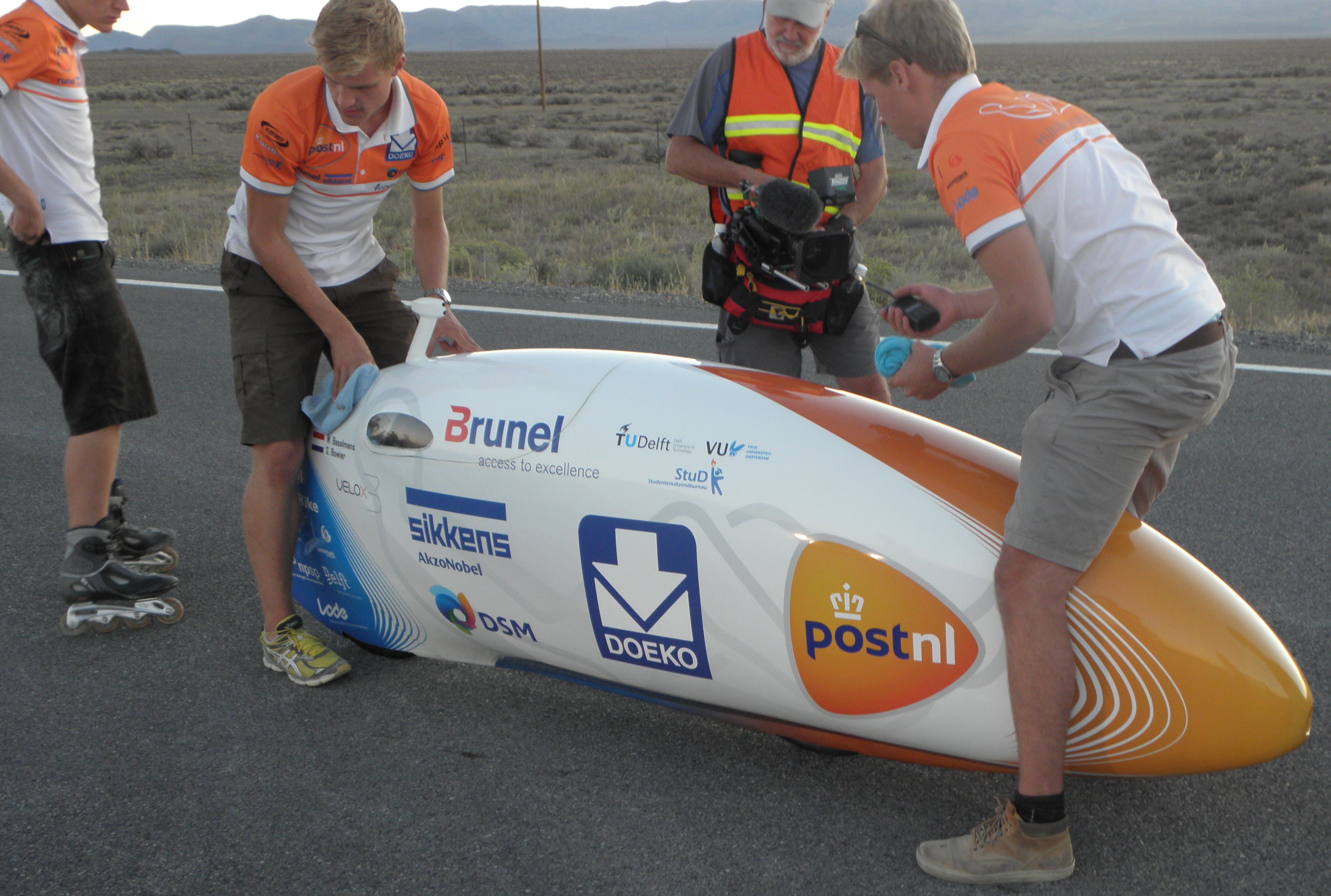
Gestroomlijnde ligfiets waarmee in 2013 het wereldsnelheidsrecord op 133,78 km/u werd gezet.

De hoogste snelheden worden bereikt bij de World Human Powered Speed Challenge in de Verenigde Staten. De renners nemen een aanloop van 5 mijl, waarna over 200 meter de gemiddelde snelheid gemeten wordt. Het wereldsnelheidsrecord staat op naam van Todd Reichert die in 2016 zijn eigen record aanscherpte tot 142,04 km/h. Het uurrecord voor de dames is gereden door Barbara Buatois en staat op 84,02 km. Zij reed dit record op 19 juli 2009 op een testcircuit in Romeo (Michigan) met de Varna Tempest. Bij de mannen is Francesco Russo de recordhouder met 91,562 km, gereden op de DEKRA-baan in Duitsland, in augustus 2011. Zie ook Werelduurrecord (wielrennen).